# NGC 4009
NGC 4009 is een ster in het sterrenbeeld Leeuw. Het hemelobject werd op 26 april 1878 ontdekt door de Deens-Ierse astronoom Johan Dreyer.